# Những cuộc phiêu lưu của Vasya Kurolesov (hoạt hình)
Những cuộc phiêu lưu của Vasya Kurolesov (tiếng Nga: Приключения Васи Куролесова) là một bộ phim hoạt hình trinh thám, có phần khôi hài của đạo diễn Vladimir Popov, ra mắt lần đầu năm 1981.

## Lồng tiếng
- Вера Васильева — Евлампиевна, мама Васи;
- Михаил Кононов — Вася Куролесов;
- Лев Дуров — Рашпиль;
- Борис Новиков — Курочкин;
- Вячеслав Невинный — старшина Тараканов; железнодорожник в Тарасовке;
- Евгений Леонов — Батон;
- Юрий Яковлев — капитан Болдырев.

## Ê-kíp
- Chỉ đạo nghệ thuật: Arkady Sher, Levon Khachatryan
- Họa sĩ: Antonina Alyoshina, Natalia Bogomolova, Yury Kuzyurin, Viktor Likhachyov, Elvira Maslova, Renata Mirenkova, Marina Rogova, Marina Voskanyants, Vladimir Zarubin, Galina Zebrova